# Stephen Cole Kleene
Stephen Cole Kleene, ameriški matematik, častnik in logik, * 5. januar 1909, Hartford, Connecticut, ZDA, † 25. januar 1994, Madison, Wisconsin.

## Življenje in delo
Kleene je študiral na Kolidžu Amherst (Amherst College), kjer je diplomiral leta 1930. Iz matematike je doktoriral na Univerzi Princeton leta 1934 z disertacijo Teorija pozitivnih celih števil v formalni logiki (A Theory of Positive Integers in Formal Logic) pod Churchevim mentorstvom. Kratek čas je predaval v Princetonu, leta 1935 pa je odšel na Univerzo Wisconsina-Madison, kjer je najprej leta 1937 postal docent. Leta 1941 se je vrnil na Amherst. 
Med 2. svetovno vojno je kot poročnik služil v Vojni mornarici ZDA, kjer je predaval s področja navigacije.
Leta 1946 se je vrnil v Madison in tu leta 1948 postal profesor. Upokojil se je leta 1979.
Posvetil se je raziskovanju teorije algoritmov in rekurzivnih funkcij, funkcij določenih kot končno zaporedje kombinatoričnih korakov. Kleene je skupaj s Churchem, Gödlom, Turingom in drugimi razvil področje rekurzivne teorije, ki je omogočila dokazati ali so določeni razredi matematičnih problemov rešljivi ali nerešljivi. Rekurzivna teorija je vodila k teoriji računalniško izračunljivih funkcij, katera je raziskovala tiste funkcije, ki se dajo izračunati z digitalnim računalnikom.
Kleene je bil navdušen alpinist in je imel zelo rad naravo in njeno neokrnjeno okolje. Sodeloval je v mnogih dejavnostih za varstvo okolja. Vodil je več profesionalnih organizacij.
Kleene je med drugim napisal Uvod v metamatematiko (Introduction to Metamathematics) 1952 in Matematična logika (Mathematical Logic) 1967. 
Zaradi njegovega dela so se po letu 1945 začeli zanimati za Brouwerjev intuicionizem. Njegov ugled v matematični logiki se zrcali v izreku logikov: »Kleenstvo je takoj za gödelstvom«.